# Juzhnye, skaly (kulle i Antarktis, lat -80,73, long -25,65)
Juzhnye, skaly är en kulle i Antarktis. Den ligger i Östantarktis. Argentina och Storbritannien gör anspråk på området. Toppen på Juzhnye, skaly är 1 308 meter över havet.
Terrängen runt Juzhnye, skaly är platt österut, men västerut är den kuperad. Trakten är obefolkad. Det finns inga samhällen i närheten. 